# Przemysław Drąg
Przemysław Drąg (ur. 25 marca 2002 w Częstochowie) – polski niewidomy pływak.

## Życiorys
Przemysław urodził się 25 marca 2002 roku. Ma starszego o osiem lata brata. Oboje od urodzenia są niewidomi przez wadę genetyczną. Przemysław przez sześć lat był związany z Chórem Jasnogórskim, z którego zrezygnował po skończeniu szkoły podstawowej na rzecz pływania. Przygodę z pływaniem zaczął na obowiązkowych zajęciach szkolnych na basenie w wieku 8 lat. W piątej klasie szkoły podstawowej postanowił zacząć uczęszczać na treningi.

## Wyniki
| Rok  | Zawody                   | Miejscowość | Konkurencja                    | Wynik         | Pozycja     |
| ---- | ------------------------ | ----------- | ------------------------------ | ------------- | ----------- |
| 2018 | Mistrzostwa Europy       | Dublin      | 50 m stylem dowolnym (S11)     | 31,90         | 8. miejsce  |
| 2018 | Mistrzostwa Europy       | Dublin      | 100 m stylem dowolnym (S11)    | 1:08,53       | 8. miejsce  |
| 2018 | Mistrzostwa Europy       | Dublin      | 100 m stylem grzbietowym (S11) | 1:24,93       | 7. miejsce  |
| 2018 | Mistrzostwa Europy       | Dublin      | 100 m stylem klasycznym (SB11) | 1:38,46 (el.) | 1. miejsce  |
| 2021 | Mistrzostwa Europy       | Madera      | 50 m stylem dowolnym (S11)     | 30,32 (el.)   | 11. miejsce |
| 2021 | Mistrzostwa Europy       | Madera      | 100 m stylem dowolnym (S11)    | 1:06,54 (el.) | 10. miejsce |
| 2021 | Mistrzostwa Europy       | Madera      | 100 m stylem grzbietowym (S11) | 1:17,66 (el.) | 9. miejsce  |
| 2021 | Mistrzostwa Europy       | Madera      | 100 m stylem klasycznym (SB11) | 1:30,86       | 7. miejsce  |
| 2021 | Igrzyska paraolimpijskie | Tokio       | 50 m stylem dowolnym (S11)     | 29,02 (el.)   | 12. miejsce |
| 2021 | Igrzyska paraolimpijskie | Tokio       | 100 m stylem grzbietowym (S11) | 1:15,60 (el.) | 10. miejsce |
| 2021 | Igrzyska paraolimpijskie | Tokio       | 100 m stylem klasycznym (SB11) | 1:32,26 (el.) | 11. miejsce |